# Frontul Democrat Român
Frontul Democrat Român este numele unui partid politic înființat la Timișoara de o parte din membrii Frontului Democratic Român - comitetul revoluționar înființat în timpul revoluției române din 1989 la Timișoara.

## Activitate
Liderul acestui partid a fost Petrișor Morar. Membrii partidului îl acuzau pe Lorin Fortuna, liderul comitetului revoluțonar din 1989, de trădare a idealurilor revoluției prin subordonarea față de Frontul Salvării Naționale.
F.D.R. a fost reprezentat în Consiliul Provizoriu de Uniune Națională iar în 1990 s-a aliat cu mai multe partide mici în Gruparea Democratică de Centru. La alegerile din 20 mai 1990 Gruparea Democratică de Centru a izbutit să obțină 2 deputați, din care unul pentru Petrișor Morar, liderul Frontului Democrat Român.
La alegerile din 1992 F.D.R. a pierdut reprezentarea parlamentară, rezultatele din alegeri fiind modeste și partidul neavând o influență politică serioasă.

## Sfârșit
Prin hotărârea liderului Petrișor Morar, F.D.R. a fuzionat cu Partidul Democrat, dispărând astfel din viața politică românească.